# Пічкур коротковусий
Пічкур коротковусий (Gobio brevicirris) — риба з роду пічкурів, родини пічкурових. Зустрічається виключно у басейні річки Дон на території Росії та України. Прісноводна демерсальна риба до 10 см довжиною.